# Don C. Talayesva
Don C. Talayesva oder Sun Chief (geb. 1890 in Old Oraibi, Arizona; gest. ca. 1985) war ein Intellektueller der Hopi. 

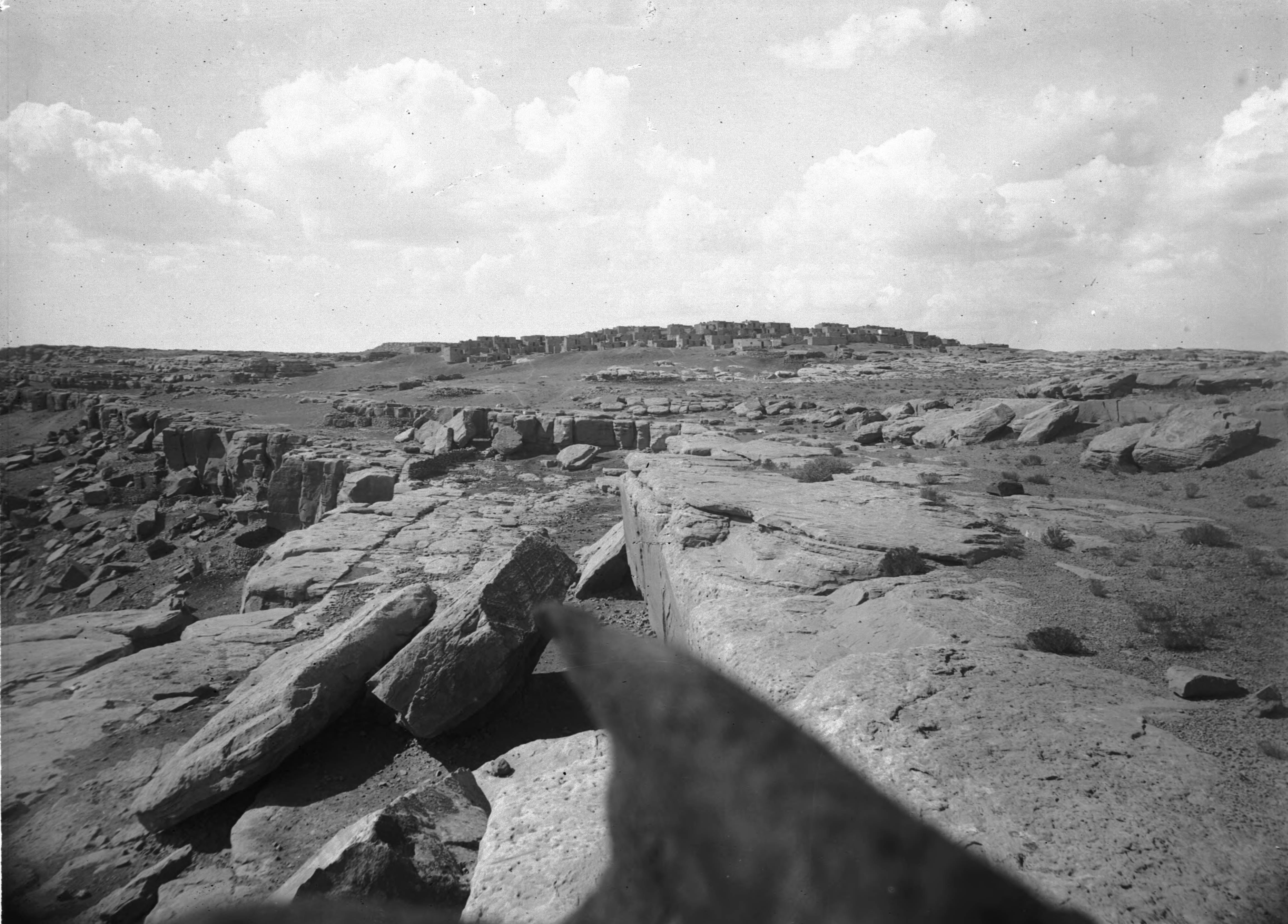
Hopi-Pueblo von Oraibi (Arizona, ca. 1898)

## Leben
Don C. Talayesva wurde 1890 in Old Oraibi, Arizona, geboren und wuchs dort bis zu seinem zehnten Lebensjahr auf. Obwohl er auf traditionelle Weise erzogen wurde, ging er zur Schule und verbrachte fast zehn Jahre mit der Ausbildung an weißen Regierungsschulen. Im Alter von zwanzig Jahren kehrte er ins Hopiland zurück und nahm die Stammesbräuche der Hopi wieder auf. Er ging später nach Kalifornien, von wo er 1938 in das Hopi-Reservat zurückkehrte und mit dem Anthropologen Leo W. Simmons von der Yale University zusammenarbeitete, um seine Autobiografie zu schreiben, die 1942 zuerst veröffentlicht wurde. Das Buch wurde in verschiedene Sprachen übersetzt. Es fand unter anderem Aufnahme in der französischen Reihe Terre humaine.